# Percy Fletcher
Percy Eastman Fletcher (12 décembre 1879 - 10 septembre 1932) est un compositeur britannique connu aujourd'hui pour ses compositions tournées vers les cuivres et les fanfares militaire, à l'occasion de plusieurs concours. 
Il a également travaillé comme directeur musical dans les théâtres de Londres.

## Biographie
Né à Derby, Fletcher est en grande partie autodidacte, même si ses parents sont tous deux musiciens et il a appris à jouer du violon, du piano et de l'orgue. Puis il se lance dans une carrière de direction de théâtre londoniens. Il a occupé des postes au Prince of Wales Theatre, Savoy Theatre et au Drury Lane Theatre sous Johnston Forbes-Robertson.
En 1915, il est nommé directeur musical du His Majesty's Theatre par Sir Herbert Tree, où il reste jusqu'à sa mort. A partir de l'année suivante, il est amené à diriger l'orchestre. Il compose également sa propre comédie musicale, Le Caire, à l'affiche pendant 267 représentations en 1921. Une autre comédie, The Good Old Days est produite par Her Majesty's en 1925.
Bien que travaillant à Londres, Fletcher a vécu à Farnborough, Hampshire pendant de nombreuses années. En hommage, une plaque bleue apposée sur son ancienne résidence sur Sycamore Road au Farnborough Park. 

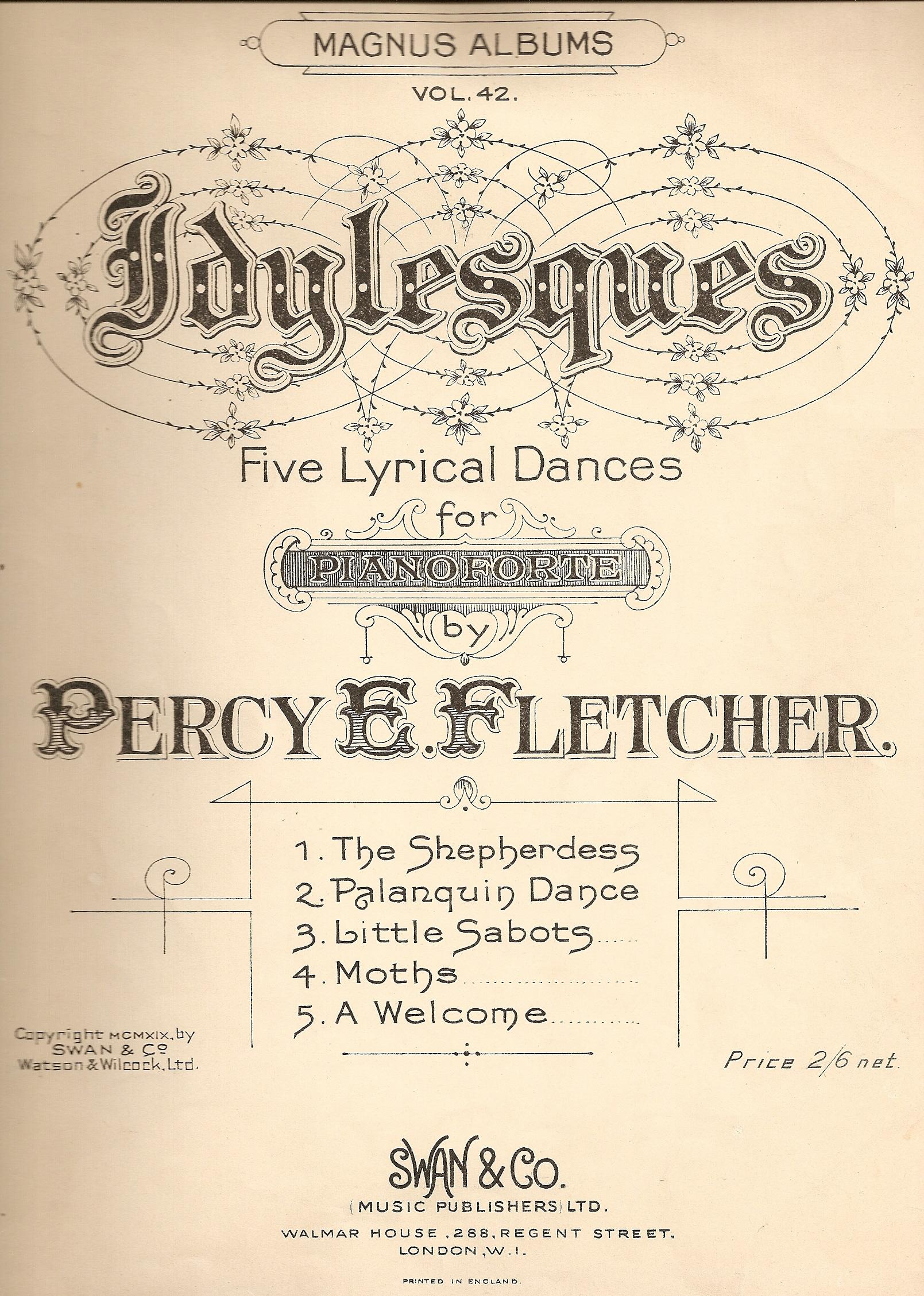
Première de couverture de la partition Idylesques (1919)

Il meurt d'une hémorragie cérébrale au Holloway Sanatorium, Virginia Water, à l'âge de 52 ans. 

### Musique
Les œuvres commandées pour les concours de fanfares incluent le poème symphonique Labor and Love utilisé par le Irwell Springs Band pour remporter les championnats nationaux de 1913. Cette pièce est considérée comme un moment important dans le développement du mouvement et du répertoire des fanfares modernes. 
L'œuvre est suivie par An Epic Symphony, utilisée comme œuvre d'essai pour la section championnat des championnats nationaux en 1926, et rejouée régulièrement depuis. Philip Scowcroft l'évalue comme son « travail le plus sérieux dans n'importe quel milieu ». Il a été enregistré par le Black Dyke Band en 1975. Un article écrit pour le site Web de fanfare 4barsrest.com place Fletcher parmi les dix plus grands compositeurs de fanfare. 
Percy Fletcher a également composé des ballades, des œuvres pour chœur, un quatuor à cordes et des suites pour orchestre léger, ainsi que la Passion du Christ (1922) et des volontaires d'orgue à l'usage de l'église. Destinée à être interprétée par des chœurs plus petits et moins expérimentés, la Passion est utilisée comme alternative à La Crucifixion de Stainer, bien que ses influences dérivent davantage d'Elgar que de Mendelssohn. Les suites orchestrales (la plupart d'entre elles également transcrites pour piano seul), telles que Rustic Revels (1918) et Sylvan Scenes (1921), suggèrent une parenté musicale de Grieg à Coleridge-Taylor. Parmi les suites, Woodland Pictures a gagné en popularité, tout comme la valse « Bal Masqué » de Parisienne Sketches (1914). Certains enregistrements anciens de mouvements de ces suites ont été réédités par Cavendish Music. 
Fletcher a également orchestré les suites Hiawatha (1919) et Minnehaha (1925) à la suite de Coleridge-Taylor. 

## Œuvre
- Vanity Fair, ouverture
- Famous Beauties, suite pour orchestre
- In the Olden Style, suite pour orchestre
- A Song of Victory pour chœur à 4 voix (SATB) et piano

### 1906
- Hymn Tune Voluntaries pour orgue

### 1910
- Prélude, Interlude and Postlude, Op 27, pour orgue
- The Walrus and the Carpenter, pour chœur

### 1911
- The Deacon's Masterpiece or The Wonderful « One-Hoss Shay »
- The Spirit of Pageantry, marche

### 1913
- Labour And Love, tone poem pour brass band

### 1914
- Folk Tune and Fiddle Dance pour cordes
- Parisienne Sketches suite pour orchestre
- Ring Out, Wild Bells, a « Festival Carol » pour chœur et orgue

### 1915
- A Choral Rhapsody on Scottish Airs, pour chœur et orchestre
- Festival Toccata pour grand orgue (dédiée à Edwin Lemare)
- Fountain Reverie pour orgue

### 1918
- Rustic Revels, suite pour orchestre

### 1919
- Idylesques, 5 pièces lyriques

### 1920
- Woodland Pictures, suite pour orchestre

### 1921
- Sylvan Scenes, suite pour orchestre

### 1922
- The Passion of Christ pour chœur

### 1926
- At Gretna Green, suite pour orchestre
- An Epic Symphony pour brass band

### 1931
- Cupid's Garland, solistes, chœurs et orchestre
- Ballade and Bergomask pour orchestre